# 분노의 대결투
《분노의 대결투》(영어: The Crazies 혹은 영어: Code Name: Trixie)는 미국에서 제작된 조지 A. 로메로 감독의 1973년 SF 공포 영화이다. 레인 캐럴 등이 출연하였고, A.C. 크로프트 등이 제작에 참여하였다.
2010년 동명 리메이크 영화가 개봉하였다.

## 출연
- 레인 캐럴
- 윌 맥밀런
- 해럴드 웨인 존스
- 로이드 홀러
- 린 라우리
- 리처드 리버티
- 리처드 프랜스
- 해리 스필먼
- 네드 슈밋키
- 빌 하인즈먼

## 같이 보기
- 크레이지 (2010년 영화)